# 甘露寺家
甘露寺家（かんろじけ）は、藤原北家高藤流（勧修寺流）の嫡流にあたる貴族・公家・華族だった家。公家としての家格は名家、華族としての家格は伯爵家。

## 家の歴史

### 平安時代
勧修寺流は、閑院大臣藤原冬嗣の六男である贈太政大臣藤原良門の次男小一条内大臣藤原高藤を祖とする。
高藤の娘胤子は59代宇多天皇の女御となり、60代醍醐天皇の国母となっている。醍醐天皇は昌泰3年（900年）に母胤子の追善のため山科に勧修寺を建設させ、同年に死去した高藤には「勧修寺」の号が追贈されている。
高藤の子の三条右大臣定方は承平2年（932年）に死去したが、その一周忌に際して子息らが勧修寺西堂に集会し、以降一門は毎年大祀と称してここで会合を行い一門の結束を固めるようになった。そのため高藤流を「勧修寺流」と呼ぶようになった。
定方の孫の権中納言為輔は甘露寺を建立したことで甘露寺と号されるようになり（松崎とも号した）、蔵人・弁官を経て参議に列する所謂「名家」の家例を開いた人物である。甘露寺の号は彼が初めて使用したが、この段階ではまだ甘露寺が固定の家名となったわけではない。
その四代孫の為房は「坊城」とも「勧修寺」とも号し、後三条・白河・堀河・鳥羽の四帝に奉仕し、白河院政の別当として重きをなした。彼が勧修寺流繁栄の基礎を確立した。
為房の後の勧修寺流は、参議大蔵卿為隆、権中納言顕隆、権中納言朝隆、参議親隆の四流に分かれた。後者二流は鎌倉時代初期の頃に絶家したが、前者二流が家系を繋ぎ、為隆の家系が後の甘露寺家、顕隆の家系が葉室家となる。

### 鎌倉〜江戸時代
為隆の孫の経房以降、数代にわたって吉田と号した。経房は『吉記』の著者として知られる。また鎌倉幕府初代将軍源頼朝が後白河法皇に奏請した議奏公卿10名の一人だった。
経房の後に子孫は、吉田（甘露寺）、勧修寺、万里小路、清閑寺、中御門、坊城など諸家に分かれていくが、その中において吉田家（甘露寺家）は参議資経の一男権中納言為経を家祖とする嫡流家にあたる。
もともと吉田家と呼ばれていた甘露寺家が、甘露寺の家名で呼ばれるのが定着したのは南北朝時代の藤長の代のことである。貞和4年（1348年）に藤長と一門の吉田国俊が同時に権中納言に叙任した際に、藤長が上臈かつ年長者の国俊に遠慮して甘露寺と称するようになった背景があった。「甘露寺」は勧修寺流において由緒ある号なので、藤長は一門長老の前権大納言勧修寺経顕、権中納言葉室長光らの了解を得てから甘露寺を名乗ったことが『園太暦』に見える。甘露寺の号は藤長一代のみでなく、子孫にも家名として伝承されていくこととなった。
また藤長以降、儒学・有職故実・雅楽（笛）を家業とするようになった。甘露寺家の公家としての家格は、名家・内々・旧家。
室町時代前期の応永29年（1422年）に兼長が従一位に叙された。甘露寺家当主の最初の従一位の例となった。
兼長の長男の清長は伝奏や室町殿家司を務めたが、その長男忠長とその子らは、「万人恐怖の世」で知られる室町幕府6代将軍足利義教の不興を買ってその圧力により失脚・出家させられて家系を絶やされ、従兄弟の親長（兼長の次男の子）の系統が嫡家の座を占めるようになった。
親長は三条西実隆を甥、中御門宣胤を娘婿とするなど、当時の実務的廷臣の中心にあり、甘露寺家を代表する人物となった。戦国時代にさしかかろうとする時期の当主だった彼は、当時の政局や公家社会の様相を知るうえでの重要史料『親長卿記』の記主としても著名である。
江戸時代の所領の表高は200石で、屋敷は中筋東側にあった。

### 明治以降
参議勝長のとき明治維新に至り、東京に移住。当初は壬生家、大炊御門家、醍醐家などと共に新宿御苑内に各屋敷を構えた。
明治2年（1869年）6月17日の行政官達で公家と大名家が統合されて華族制度が誕生すると、甘露寺家も旧公家として華族に列した。
明治3年12月10日に定められた家禄は、現米で257石5斗。明治9年8月5日の金禄公債証書発行条例に基づき家禄の代わりに支給された金禄公債の額は1万1664円98銭3厘（華族受給者中340位）。勝長の代の明治前期の住居は東京市麹町区有楽町にあった
明治14年（1884年）7月7日の華族令の施行で華族が五爵制になると、大納言宣任の例多き旧堂上家として勝長の子の義長に伯爵位が授けられた。
義長は明治天皇に侍従として仕え、また談山神社、貴船神社、寒川神社の各宮司を務めた。義長の夫人立子は勘解由小路資生子爵の四女。
大正6年9月26日に義長が死去し、義長の長男受長が爵位と家督を相続。受長は、幼い頃の大正天皇の学友に選ばれたのをはじめ、東宮侍従・侍従次長・掌典長などを務めて大正・昭和の両天皇に仕えた。昭和34年に退官した後には明治神宮宮司を務めた。受長の夫人満子は北白川宮能久親王第一王女である。
受長の代の昭和前期の甘露寺伯爵家の住居は、東京市渋谷区千駄ヶ谷にあった。
受長の跡は親房（明治45年2月6日生、平成6年2月19日没）が継いだ。親房の夫人美代子は徳川宗敬伯爵の長女。
その跡は廣長（昭和23年1月4日生）が継いでいる。廣長の夫人久美子は長尾喜久夫長女。
廣長には長男に久長（昭和54年7月22日生）がある。
野球選手の甘露寺仁房は、受長の弟である方房（明治33年2月25日生、昭和12年9月22日分家。先妻の澄子は岩崎久弥男爵次女、後妻の正は菊池幹太郎三女）の曽孫にあたる。

## 庶流
甘露寺家（高藤流嫡流藤原家・吉田家）から直接に分家した公家・華族としては、葉室家（名家・伯爵）、勧修寺家（名家・伯爵）、万里小路家（名家・伯爵）、清閑寺家（名家・伯爵）、中御門家（名家・侯爵）、坊城家（名家・伯爵）、堤家（名家・子爵）、松崎家（男爵）、鷺原家（男爵）、竹園家（男爵）、中川家（男爵）がある。
さらに、勧修寺家の庶流として芝山家（名家・子爵）と穂波家（名家・子爵）、中御門家の庶流として岡崎家（名家・子爵）、清閑寺家の庶流として池尻家（名家・子爵）、梅小路家（名家・子爵）がある。